# 東糀谷
東糀谷（日语：／ Higashi-kōjiya */?）是東京都大田區的町。現行行政地名為東糀谷一丁目至東糀谷六丁目。人口有11,658人（2013年8月1日）。

## 概要
位於大田區東南部。北與大森南之間以呑川為界。東與羽田空港之間以海老取川為界。地域東南部鄰羽田旭町。地域南部與羽田之間以環八通為界。地域西部與西糀谷之間以產業道路為界。
地域東南端有首都高速1號羽田線通過。本地為住宅、工廠混合區域。

## 歷史
1965年（昭和40年），北糀谷町、糀谷町二～五丁目各一部分合併為東糀谷。

### 地名由來
因位於糀谷地區的東部而得名。

## 設施
- 大田區立北前堀綠地
- 大田區立南前堀綠地
- 大田區立六間堀綠地（羽田旭町邊界）
- 大田區立東糀谷青空公園
- 高野醫院
- 大田區立羽田中學校
- 大田區立東糀谷小學校
- 大田區立東糀谷兒童館
- 世嘉（本社一部分。登記地址為羽田。[2]）
- TOSHO（トーショー）
- 全日空訓練中心（全日本空輸）
- 村山鋼材
- THK
- Gain電影攝影所  （页面存档备份，存于）

## 交通
町內沒有鐵路車站，南有京急空港線大鳥居站與穴守稻荷站，另可利用JR蒲田站出發的巴士路線。巴士站有東糀谷六丁目、東糀谷小學校、東糀谷二丁目（以上為蒲35系統）、南糀谷（蒲36系統等）、大鳥居（蒲33系統）、仲糀谷（蒲36系統等）。

## 備註
1. ↑  .   [2013-08-26]. （原始内容存档于2014-02-18）.
2. ↑  事業所一覧 （页面存档备份，存于），会社概要 （页面存档备份，存于） - SEGA